# Alan Rivett
Alan Rivett (ur. 21 marca 1956 w Whangarei) – australijski i nowozelandzki żużlowiec.

## Życiorys
Brązowy medalista indywidualnych mistrzostw Australii (1986). Srebrny medalista mistrzostw Australii par klubowych (1986).
Reprezentant Australii w eliminacjach drużynowych mistrzostw świata w latach 1986 i 1987, jak również – jako reprezentant Nowej Zelandii – w 1988 roku. W barwach Nowej Zelandii wystąpił w rozegranym w 1988 r. w Bradford finale mistrzostw świata par, w którym wspólnie z Mitchem Shirrą zajął IV miejsce.
W lidze brytyjskiej reprezentował kluby Peterborough Panthers (1984), Exeter Falcon (1986–1989), King’s Lynn Stars (1986), Cradley Heath Heathens (1987), Bradford Dukes (1988), Long Eaton Invaders (1989) i Berwick Bandits (1990).